# Lista de partidos políticos brasileiros extintos
Esta é uma lista de partidos políticos brasileiros extintos, que inclui as agremiações partidárias desde o Império do Brasil que deixaram de existir, seja por dissolução, seja por incorporação ou fusão.

## Império (1822-1889)
Durante a regência de Dom Pedro I (1821-1822), aconteceu um processo conhecido como "politização das ruas": o centro do Rio de Janeiro, agora lar de cafés e outros espaços de socialização, tornou-se um local de discussão, onde pessoas (intelectuais, trabalhadores, etc) encontravam-se para debater sobre vários assuntos políticos, entre eles o futuro do Brasil. Quando as notícias de que o Brasil seria recolonizado chegaram de Portugal, as forças presentes no Brasil se dividiram em três partidos (correntes de opiniões): o Partido Brasileiro; e o Partido Português, ambos formados pela elite, além de um terceiro grupo formado pela pequena burguesia, profissionais liberais e por operários urbanos do Rio de Janeiro e de outras capitais provinciais, o Partido Liberal-Radical.
Vale ressaltar que, apesar de serem chamados de "Partidos" e estarem inclusos na categoria "Partidos políticos do Brasil", estes partidos não eram efetivamente partidos políticos formalmente constituídos no sentido moderno do termo, mas sim correntes de opinião. No Período Regencial, existiam o Partido Restaurador (sucessor ideológico do Partido Português), o Partido Moderado (sucessor ideológico do Partido Brasileiro), o Partido Liberal Exaltado (sucessor do Partido Liberal-Radical), como também dois novos partidos: o Partido Regressista e o Partido Farroupilha (esse extinto em 1845).
Até o Segundo Reinado, não se pode falar, a rigor, em partidos políticos no Brasil. Nesse período histórico, formaram-se as duas agremiações que caracterizaram a política do Brasil Imperial, a dos Conservadores, chamado Partido Conservador (formado a partir da união dos Restauradores, Regressistas e alguns membros dos Moderados) e a dos Liberais, chamado Partido Liberal (formado a partir da união de alguns membros dos Moderados e dos Liberais-Exaltados, com o acréscimo dos radicais).
| Seq | Nome | Nome                                 | Fundação | Dissolução | Espectro político                | Ideologia(s) | Ref.                        |
| --- | ---- | ------------------------------------ | -------- | ---------- | -------------------------------- | --- | --------------------------- |
| 1   |      | Partido Português                    | 1822     | 1831       | direita                          | recolonização, conservadorismo, monarquismo, centralismo | [ 2 ]                       |
| 2   |      | Partido Brasileiro                   | 1822     | 1831       | centro-direita                   | independentismo, monarquismo, liberalismo clássico, conservadorismo social, federalismo                                                                         | [ 2 ]                       |
| 3   |      | Partido Liberal-Radical              | 1822     | 1831       | esquerda                         | abolição da monarquia, republicanismo, parlamentarismo, federalismo, fim do regime escravagista, nacionalização da economia, reforma agrária, democracia direta | [ 3 ]                       |
| 4   |      | Partido Restaurador (Caramurus)      | 1831     | 1834       | centro-direita                   | monarquismo, Sociedade Militar, liberalismo clássico | [ 7 ]                       |
| 5   |      | Partido Moderado (Ximangos)          | 1831     | 1840       | centro                           | monarquismo, liberalismo clássico | [ 8 ]                       |
| 6   |      | Partido Liberal Exaltado (Jurujubas) | 1831     | 1840       | centro-esquerda                  | abolição da monarquia, republicanismo, parlamentarismo, federalismo fim do regime escravagista, nacionalização da economia                                      | [ 9 ] [ 10 ]                |
| 7   |      | Partido Regressista                  | 1831     | 1840       | direita                          | monarquismo, conservadorismo | [ 5 ] [ 11 ] [ 12 ] [ 13 ]  |
| 8   |      | Partido Farroupilha                  | 1832     | 1845       | centro                           | republicanismo, regionalismo, nacionalismo, federalismo | .                           |
| 9   |      | Partido Conservador (Saquaremas)     | 1836     | 1889       | direita                          | monarquismo, conservadorismo, liberalismo clássico, parlamentarismo, centralismo                                                                                | [ 5 ] [ 16 ] [ 17 ] [ 18 ]  |
| 10  |      | Partido Liberal                      | 1840     | 1889       | centro-esquerda a centro-direita | monarquismo, federalismo, liberalismo clássico | [ 19 ] [ 20 ] [ 21 ] [ 22 ] |
| 11  |      | Liga Progressista                    | 1864     | 1868       | centro                           | monarquismo, parlamentarismo, conservadorismo, liberalismo clássico                                                                                             | [ 5 ] [ 23 ]                |
| 12  |      | Clube Radical                        | 1868     | 1870       | centro-esquerda                  | radicalismo, sufrágio universal, liberdade religiosa, abolicionismo, descentralização                                                                           |                             |
| 13  |      | Partido Republicano Paulista         | 1873     | 1937       | centro-direita                   | republicanismo, federalismo, liberalismo, regionalismo, agrarianismo                                                                                            | [ 24 ]                      |

## República Velha (1889-1930)
Na República Velha (1889-1930), os partidos políticos eram organizações regionais, existindo um Partido Republicano em cada estado, cada um tendo estatutos e direções próprias. A maior parte dos partidos republicanos regionais dirigiu os governos estaduais no período de 1889 a 1930. A "Política dos Governadores" acabou por desestimular a formação de agremiações nacionais — os partidos republicanos federalistas, liberais e conservadores pretendiam agregar forças políticas no país inteiro, mas não foram adiante. Assim, no âmbito federal foram apenas alguns agrupamentos que receberam o nome de "partido político" mas tiveram vida efêmera.
| Seq | Nome                                   | Nome                                                            | Sigla   | Fundação | Dissolução | Espectro político | Ideologia(s)                                                         | Ref.                        |
| --- | -------------------------------------- | --------------------------------------------------------------- | ------- | -------- | ---------- | ----------------- | -------------------------------------------------------------------- | --------------------------- |
| 1   |                                        | Aliança Liberal                                                 | AL      | 1929     | 1930       | centro            | aceleracionismo                                                      | [ 26 ] [ 27 ]               |
| 2   | Brasão do Partido Republicano Paulista | Partido Republicano Paulista                                    | PRP     | 1873     | 1937       | centro-direita    | republicanismo, federalismo, liberalismo, regionalismo, agrarianismo | [ 24 ]                      |
| 3   |                                        | Partido Republicano Mineiro                                     | PRM     | 1888     | 1937       | centro-direita    | republicanismo, federalismo, liberalismo, regionalismo, agrarianismo | [ 28 ] [ 29 ]               |
| 4   |                                        | Partido Republicano Rio-Grandense                               | PRR     | 1882     | 1929       | centro-direita    | republicanismo, federalismo, castilhismo                             | [ 30 ] [ 31 ]               |
| 5   |                                        | Partido Republicano Catarinense                                 | PRC     | 1887     | 1937       | centro-direita    | republicanismo                                                       | [ 32 ] [ 33 ]               |
| 6   |                                        | Partido Republicano Fluminense                                  | PRF     | 1888     | 1937       | centro-direita    | republicanismo, federalismo, liberalismo, regionalismo, agrarianismo | [ 34 ] [ 35 ]               |
| 7   |                                        | Partido Republicano Baiano                                      | PRB     | 1927     | 1937       | centro-direita    | republicanismo                                                       | [ 36 ] [ 37 ]               |
| 8   |                                        | Partido Republicano de Barreiros                                | PRB     | 1894     | 1937       | centro-direita    | republicanismo                                                       | [ 38 ] [ 39 ] [ 40 ] [ 41 ] |
| 9   |                                        | Partido Republicano Conservador                                 | PRC     | 1910     | 1930       | centro-direita    | republicanismo, conservadorismo, federalismo, agrarianismo           | [ 42 ] [ 43 ]               |
| 10  |                                        | Partido Republicano Democrata da Bahia                          | PRD     | 1910     | 1934       | centro-direita    | republicanismo                                                       | [ 44 ] [ 45 ] [ 46 ] [ 47 ] |
| 11  |                                        | Partido Republicano Federal                                     | PRF     | 1893     | 1898       | centro-direita    | republicanismo                                                       | [ 48 ] [ 49 ] [ 50 ]        |
| 12  |                                        | Partido Republicano Liberal de Minas Gerais                     | PRL     | 1913     | 1914       | centro-direita    | republicanismo, federalismo, laicismo                                | [ 51 ]                      |
| 13  |                                        | Partido Democrático de São Paulo                                | PD      | 1925     | 1934       | centro-direita    | republicanismo, federalismo, liberalismo                             | [ 52 ]                      |
| 14  |                                        | Partido Federalista do Rio Grande do Sul                        | PF      | 1892     | 1928       | centro-direita    | federalismo, parlamentarismo, anticastilhismo, antipositivismo       | [ 53 ]                      |
| 15  |                                        | Partido Libertador                                              | PL      | 1928     | 1937       | centro-direita    | republicanismo, parlamentarismo, federalismo                         | [ 54 ] [ 55 ] [ 56 ] [ 57 ] |
| 16  | Logotipo do Partido Comunista          | Partido Comunista - Seção Brasileira da Internacional Comunista | PC-SBIC | 1922     | 1934       | extrema-esquerda  | marxismo, comunismo                                                  | [ 58 ]                      |
| 17  |                                        | Bloco Operário e Camponês                                       | BOC     | 1927     | 1930       | extrema-esquerda  | comunismo, marxismo-leninismo                                        | [ 59 ] [ 60 ] [ 61 ] [ 62 ] |
| 18  |                                        | Partido Democrático do Rio de Janeiro                           | PDRJ    | 1930     | 1933       | centro-direita    | republicanismo, federalismo, liberalismo                             | [ 63 ]                      |
| 19  |                                        | Partido Democrático Nacional                                    | PDN     | 1927     | 1937       | centro            | liberalismo, federalismo                                             | [ 64 ] [ 65 ] [ 66 ] [ 67 ] |
| 20  |                                        | Partido Monarquista de São Paulo                                |         | 1895     | 1896       | centro            | monarquismo, parlamentarismo.                                        | [ 68 ]                      |

## Era Vargas (1930-1937/45)
No período pós-Revolução de 1930, até o advento do Estado Novo, manteve-se o sistema de partidos estaduais, com alguma maior fragmentação e representatividade dos partidos oposicionistas, todos de caráter estadual. Em 1922, foi fundado o PCB, Partido Comunista do Brasil (adotando o nome Partido Comunista Brasileiro em 1960; não confundir com o novo Partido Comunista do Brasil, PCdoB, fruto de uma cisão e fundado em 1962). Dez anos depois, em 1932, foi a vez da fundação da Ação Integralista Brasileira (AIB), comandada por Plínio Salgado e inspirada no movimento fascista italiano e no movimento Falange Espanhola. Ambos os partidos tentaram depor o regime de Getúlio Vargas, por meio tentativas de golpes de estado, porém nenhum dos dois alcançaram tal objetivo. Mais tarde o próprio Getúlio Vargas instaurou um golpe de estado em 1937, que implantou o Estado Novo, o que causou a dissolução de todos os partidos políticos remanescentes à época. Somente após o fim de tal regime em 1945 que partidos políticos voltaram a atuar (e partidos anteriores foram refundados também).
| Seq | Nome                                     | Nome                                               | Sigla | Fundação | Dissolução | Espectro político | Ideologia(s)                                                    | Ref.                            |
| --- | ---------------------------------------- | -------------------------------------------------- | ----- | -------- | ---------- | ----------------- | --------------------------------------------------------------- | ------------------------------- |
| 1   | Logotipo da Ação Integralista Brasileira | Ação Integralista Brasileira                       | AIB   | 1932     | 1937       | extrema-direita   | integralismo e Nacionalismo brasileiro                          | [ 71 ] [ 75 ] [ 76 ] [ 77 ]     |
| 2   | Símbolo do Patrianovismo                 | Ação Imperial Patrianovista Brasileira             | AIPB  | 1928     | 1937       | extrema-direita   | monarquismo, tradicionalismo, estado confessional, nacionalismo | [ 78 ] [ 79 ] [ 80 ] [ 81 ]     |
| 3   |                                          | Aliança Nacional Libertadora                       | ANL   | 1935     | 1937       | esquerda          | socialismo                                                      |                                 |
| 4   |                                          | Liga Comunista                                     |       | 1931     | 1934       | extrema-esquerda  | comunismo                                                       |                                 |
| 5   |                                          | Liga Comunista Internacionalista                   |       | 1934     | 1937       | extrema-esquerda  | comunismo                                                       |                                 |
| 6   | Logotipo do Partido Comunista Brasileiro | Partido Comunista Brasileiro                       | PCB   | 1922     | 1937       | extrema-esquerda  | comunismo                                                       |                                 |
| 7   |                                          | Partido Constitucionalista                         |       |          |            |                   | constitucionalismo                                              |                                 |
| 8   |                                          | Partido Republicano Liberal do Rio Grande do Sul   | PRL   | 1932     | 1937       |                   |                                                                 | [ 82 ]                          |
| 9   |                                          | Partido Progressista de Minas Gerais               | PP    | 1933     | 1937       |                   | nacionalismo                                                    | [ 83 ]                          |
| 10  |                                          | Partido Socialista Brasileiro                      | PSB   | 1932     | 1937       | esquerda          | socialismo                                                      | [ 84 ]                          |
| 11  |                                          | Partido Socialista Proletário do Brasil            | PSPB  | 1934     | 1937       | esquerda          | socialismo                                                      | [ 85 ]                          |
| 12  |                                          | Partido Autonomista do Distrito Federal            | PADF  | 1933     | 1937       | centro            | municipalismo, autonomia                                        | [ 86 ] [ 87 ]                   |
| 13  |                                          | Partido Acriano Antiautonomista                    | —     | 1933     | 1937       |                   |                                                                 | [ 88 ] [ 89 ]                   |
| 14  |                                          | Partido Aliancista Renovador do Rio de Janeiro     | —     | 1933     | 1937       |                   |                                                                 | [ 90 ]                          |
| 15  |                                          | Partido Constitucional do Pará                     | —     | 1932     | 1933       |                   | constitucionalismo, autonomia                                   | [ 91 ]                          |
| 16  |                                          | Partido Constitucionalista de Mato Grosso          | —     | 1932     | 1933       |                   | constitucionalismo                                              | [ 92 ]                          |
| 17  |                                          | Partido Constitucionalista de São Paulo            | —     | 1934     | 1937       |                   | constitucionalismo                                              | [ 93 ]                          |
| 18  |                                          | Partido da Lavoura de São Paulo                    | —     | 1933     | 1937       |                   | agrarianismo                                                    | [ 94 ]                          |
| 19  |                                          | Partido da Lavoura do Espirito Santo               | —     | 1933     | 1937       |                   | agrarianismo                                                    | [ 95 ]                          |
| 20  |                                          | Partido Democrático Socialista do Distrito Federal | —     | 1933     | 1937       |                   |                                                                 | [ 96 ] [ 97 ] [ 98 ] [ 99 ]     |
| 21  |                                          | Partido dos Empregados do Comércio da Bahia        | —     | 1933     | 1937       |                   |                                                                 | [ 100 ] [ 101 ] [ 102 ]         |
| 22  |                                          | Partido Economista de Pernambuco                   | —     | 1932     | 1937       |                   | conservadorismo                                                 | [ 103 ] [ 104 ]                 |
| 23  |                                          | Partido Economista Democrático de Alagoas          | —     | 1933     | 1937       |                   |                                                                 | [ 105 ]                         |
| 24  |                                          | Partido Economista Democrático do Distrito Federal | —     | 1933     | 1937       |                   |                                                                 | [ 106 ] [ 107 ] [ 108 ]         |
| 25  |                                          | Partido Economista do Brasil                       | —     | 1932     | 1933       |                   |                                                                 | [ 109 ] [ 110 ] [ 111 ]         |
| 26  |                                          | Partido Economista do Rio de Janeiro               | —     | 1933     | 1934       |                   |                                                                 | [ 112 ]                         |
| 27  |                                          | Partido Evolucionista da Bahia                     | —     | 1931     | 1937       |                   |                                                                 | [ 45 ] [ 113 ] [ 114 ]          |
| 28  |                                          | Partido Evolucionista de Mato Grosso               | —     | 1934     | 1937       |                   |                                                                 | [ 115 ] [ 116 ] [ 117 ] [ 118 ] |
| 29  |                                          | Partido Evolucionista do Rio de Janeiro            | —     | 1934     | 1937       |                   |                                                                 | [ 119 ] [ 120 ] [ 121 ]         |
| 30  |                                          | Partido Independente Nove de Julho                 | —     | 1933     | 1937       |                   |                                                                 | [ 122 ] [ 123 ]                 |
| 31  |                                          | Partido Liberal Autonomista do Distrito Federal    | —     | 1937     | 1937       | centro            | autonomia, federalismo                                          | [ 124 ]                         |
| 32  |                                          | Partido Liberal Carioca                            | —     | 1933     | 1937       | esquerda          | socialismo brasileiro                                           | [ 125 ] [ 126 ] [ 127 ] [ 128 ] |
| 33  |                                          | Partido Liberal Catarinense                        | —     | 1927     | 1937       |                   |                                                                 | [ 129 ] [ 130 ]                 |
| 34  |                                          | Partido Liberal de Pernambuco                      | —     | 1933     | 1937       |                   |                                                                 | [ 131 ] [ 132 ]                 |
| 35  |                                          | Partido Liberal do Amazonas                        | —     | 1930     | 1937       |                   |                                                                 | [ 133 ]                         |
| 36  |                                          | Partido Liberal do Pará                            | —     | 1931     | 1937       |                   |                                                                 | [ 134 ]                         |
| 37  |                                          | Partido Liberal Independente                       | —     | 1933     | 1937       |                   |                                                                 | [ 135 ] [ 136 ]                 |
| 38  |                                          | Partido Liberal Mato-Grossense                     | —     | 1933     | 1937       |                   |                                                                 | [ 137 ] [ 138 ]                 |
| 39  |                                          | Partido Liberal Paranaense                         | —     | 1933     | 1937       |                   |                                                                 | [ 139 ] [ 140 ]                 |
| 40  |                                          | Partido Liberal Paulista                           | —     | 1933     | 1937       |                   |                                                                 | [ 141 ] [ 142 ]                 |
| 41  |                                          | Partido Liberdade e Trabalho                       | —     | 1934     | 1937       |                   |                                                                 | [ 143 ]                         |
| 42  |                                          | Partido Libertador                                 | PL    | 1928     | 1937       | centro-direita    | republicanismo, parlamentarismo, federalismo                    |                                 |
| 43  |                                          | Partido Libertador Carioca                         | —     |          | 1937       |                   |                                                                 | [ 144 ] [ 145 ]                 |
| 44  |                                          | Partido Libertador Popular Carioca                 | —     |          | 1937       |                   |                                                                 | [ 146 ]                         |
| 45  |                                          | Frente Negra Brasileira                            | FNB   | 1936     | 1937       | extrema-direita   | nacionalismo, luta pelo direitos civis dos negros               | [ 147 ] [ 148 ] [ 149 ] [ 150 ] |
| 46  |                                          | Partido Republicano do Maranhão                    | PRM   | 1933     | 1937       | centro-esquerda   |                                                                 |                                 |
| 47  |                                          | União Republicana Maranhense                       | URM   | 1933     | 1937       | centro            |                                                                 |                                 |
| 48  |                                          | Partido Popular da Bahia                           | PPB   | 1934     | 1937       | centro            |                                                                 | [ 153 ]                         |
| 49  |                                          | Partido Social Democrático da Bahia                | PSD   | 1933     | 1937       | centro-direita    | nacionalismo, populismo                                         | [ 154 ]                         |

## República Populista (1945-1965)
Após terem sido totalmente proibidos durante o Estado Novo (1937–1945), os partidos políticos foram novamente legalizados em 1945. A vida política brasileira entre 1945 e 1964 foi polarizada entre o principal partido antigetulista, a União Democrática Nacional (UDN), de orientação conservadora, e os pró-Vargas: o Partido Social Democrático (PSD), de caráter centrista, e o Partido Trabalhista Brasileiro (PTB), que era, entre os grandes partidos de então, o mais à esquerda. A era termina com o golpe militar de 1964, mas os partidos só são extintos por um decreto no ano seguinte (ver próxima seção). Estes foram os partidos que atuaram durante a República Populista.
| Seq | Nome                                        | Nome                                   | Sigla | Fundação | Dissolução | Espectro político | Ideologia(s)                                                                            | Ref.                        |
| --- | ------------------------------------------- | -------------------------------------- | ----- | -------- | ---------- | ----------------- | --------------------------------------------------------------------------------------- | --------------------------- |
| 1   |                                             | União Democrática Nacional             | UDN   | 1945     | 1965       | Direita           | Conservadorismo liberal                                                                 |                             |
| 2   |                                             | Partido Trabalhista Brasileiro         | PTB   | 1945     | 1965       | Centro-esquerda   | Nacionalismo brasileiro Trabalhismo Getulismo                                           |                             |
| 3   |                                             | Partido Social Democrático             | PSD   | 1945     | 1965       | Centro            | Populismo Partido pega-tudo                                                             |                             |
| 4   |                                             | Partido Trabalhista Nacional           | PTN   | 1945     | 1965       | Direita           | Conservadorismo Trabalhismo Janismo                                                     |                             |
| 5   |                                             | Partido Democrata Cristão              | PDC   | 1945     | 1965       | Centro-direita    | Democracia cristã                                                                       |                             |
| 6   |                                             | Partido Libertador                     | PL    | 1945     | 1965       | Centro-direita    | Republicanismo Parlamentarismo Federalismo                                              | [ 57 ] [ 56 ] [ 55 ] [ 54 ] |
| 7   |                                             | Partido Republicano                    | PR    | 1945     | 1965       | Centro-direita    | Republicanismo                                                                          |                             |
| 8   |                                             | Partido de Representação Popular       | PRP   | 1945     | 1965       | Extrema-direita   | Integralismo brasileiro                                                                 |                             |
| 9   | Logotipo do Partido Comunista Brasileiro    | Partido Comunista Brasileiro           | PCB   | 1945     | 1965       | Extrema-esquerda  | Marxismo-leninismo                                                                      |                             |
| 10  |                                             | Partido Agrário Nacional               | PAN   | 1945     | 1947       |                   |                                                                                         |                             |
| 11  |                                             | Partido Popular Sindicalista           | PPS   | 1945     | 1946       |                   | Sindicalismo                                                                            |                             |
| 12  |                                             | Partido Republicano Progressista       | PRP   | 1945     | 1946       |                   |                                                                                         |                             |
| 13  |                                             | Partido Socialista Revolucionário      | PSR   | 1945     | 1965       | Extrema-esquerda  | Trotskismo                                                                              |                             |
| 14  |                                             | Partido Orientador Trabalhista         | POT   | 1945     | 1951       |                   |                                                                                         |                             |
| 15  |                                             | União Nacional do Trabalho             | UNT   | 1945     | 1948       |                   | Trabalhismo Democracia                                                                  | [ 159 ] [ 160 ]             |
| 16  |                                             | Partido Nacional Evolucionista         | PNE   | 1945     | 1948       |                   | Trabalhismo Republicanismo                                                              | [ 161 ]                     |
| 17  | Símbolo do Patrianovismo                    | Ação Imperial Patrianovista Brasileira | AIPB  | 1945     | 1965       | Extrema-direita   | Monarquia tradicional Catolicismo político Corporativismo Anticomunismo Antiliberalismo | [ 79 ] [ 80 ]               |
| 18  |                                             | Partido Social Progressista            | PSP   | 1946     | 1965       | Centro            | Populismo Ademarismo Partido pega-tudo                                                  |                             |
| 19  |                                             | Partido Social Trabalhista             | PST   | 1946     | 1965       | Centro-esquerda   |                                                                                         |                             |
| 20  |                                             | Partido Socialista Brasileiro          | PSB   | 1947     | 1965       | Esquerda          | Socialismo                                                                              |                             |
| 21  |                                             | Partido Republicano Trabalhista        | PRT   | 1948     | 1965       |                   | Trabalhismo                                                                             |                             |
| 22  | Logotipo do Movimento Trabalhista Renovador | Movimento Trabalhista Renovador        | MTR   | 1959     | 1965       |                   | Trabalhismo                                                                             |                             |
| 23  |                                             | Partido da Boa Vontade                 | PBV   | 1964     | 1965       |                   |                                                                                         |                             |

## Bipartidarismo na Ditadura militar (1965-1979)
Todos os partidos da Quarta República foram extintos e cassados com o Ato Institucional Número Dois (27 de outubro de 1965) da ditadura militar brasileira, que terminou o multipartidarismo no país. No ano seguinte, os parlamentares se reagruparam em duas novas agremiações: a ARENA (governista) e o MDB (oposicionista).
Muitos quadros da UDN migraram para a ARENA (Aliança Renovadora Nacional). No entanto, sua principal liderança, o jornalista Carlos Lacerda, apesar de ter sido um dos líderes civis do golpe, voltou-se contra ele em 1966, com a prorrogação do mandato do presidente Castelo Branco. Segundo Lacerda, a prorrogação do mandato de Castelo Branco levaria à consolidação do governo revolucionário numa ditadura militar permanente no Brasil, o que realmente aconteceu.
Após a extinção do PSD, seus membros se dividiram: uma minoria foi para o Movimento Democrático Brasileiro (MDB), único partido de oposição à ditadura permitido após a instituição do bipartidarismo com o AI-2; e uma grande maioria ingressou na Aliança Renovadora Nacional (ARENA), o partido que apoiava o regime instalado em 1964; em ambas as legendas, os ex-pessedistas se organizavam como alas à parte, em sublegendas.
Em 1965, através do AI-2, o PTB foi extinto, assim como todos os partidos políticos até então existentes. A quase totalidade dos membros do PTB que não haviam sido cassados ou fugido do país migraram então para o recém criado MDB.
O bipartidarismo durou até 1979, mas o regime chegou ao fim apenas em 1985. O ARENA era, na prática, o único partido governista. O MDB mantinha uma pequena influência apenas.
| Seq | Nome | Nome                             | Sigla | Fundação | Dissolução | Espectro político | Ideologia(s)                                        | Ref.                            |
| --- | ---- | -------------------------------- | ----- | -------- | ---------- | ----------------- | --------------------------------------------------- | ------------------------------- |
| 1   |      | Aliança Renovadora Nacional      | ARENA | 1965     | 1979       | direita           | militarismo, autoritarismo                          | [ 167 ] [ 168 ] [ 169 ] [ 170 ] |
| 2   |      | Movimento Democrático Brasileiro | MDB   | 1966     | 1979       | centro            | democracia, sincretismo político, antiautoritarismo | [ 171 ] [ 172 ] [ 173 ] [ 174 ] |

| Seq | Nome | Nome                                        | Sigla | Fundação | Dissolução | Espectro político | Ideologia(s) | Notas               | Ref.            |
| --- | ---- | ------------------------------------------- | ----- | -------- | ---------- | ----------------- | --- | ------------------- | --------------- |
| 1   |      | Partido Comunista Brasileiro                | PCB   | 1922     |            | esquerda          | comunismo, marxismo-leninismo                                                                                   |                     | [ 175 ] [ 176 ] |
| 2   |      | Partido Comunista do Brasil                 | PCdoB | 1962     |            | extrema-esquerda  | comunismo, marxismo-leninismo, socialismo democrático, socialismo do século XXI, stalinismo, maoísmo, hoxhaísmo |                     | [ 177 ]         |
| 3   |      | Partido Comunista Brasileiro Revolucionário | PCBR  | 1968     | c. 1973    | extrema-esquerda  | comunismo |                     |                 |
| 4   |      | Partido Comunista Revolucionário            | PCR   | 1966     | 1981       | extrema-esquerda  | |                     |                 |
| 5   |      | Movimento Revolucionário 8 de Outubro       | MR-8  | 1967     |            | extrema-esquerda  | marxismo-leninismo                                                                                              |                     |                 |
| 6   |      | Ação Libertadora Nacional                   | ALN   | 1967     | 1973       | extrema-esquerda  | anarquismo, antifascismo, anarcocomunismo, democracia direta                                                    |                     | [ 178 ] [ 179 ] |
| 7   |      | Partido Democrático Republicano             | PDR   | 1965     | 1965       | —                 | — | Não logrou registro |                 |

## Volta do multipartidarismo e Nova República (1979-presente)
Em 1979 ocorre o retorno do multipartidarismo, o que levou a Aliança Renovadora Nacional (ARENA) e o Movimento Democrático Brasileiro (MDB), a alterarem as suas denominações. O MDB se tornou o Partido do Movimento Democrático Brasileiro (PMDB), que em 2017 voltou a se denominar apenas MDB (sem a designação "Partido") e a ARENA se torna o Partido Democrático Social (PDS), que através de vários processos de fusão deu origem ao atual Progressistas. O Partido Trabalhista Brasileiro (PTB) foi refundado e dissidentes deste partido fundariam o Partido Democrático Trabalhista (PDT). Outro grupo de dissidentes do PTB fundariam no final da década o Partido Trabalhista do Brasil (PTdoB), que seria renomeado Avante na década de 2010.
No inicio da década de 1980, o Partido dos Trabalhadores (PT) é fundado por lideranças sindicais. Nas décadas seguintes dissidentes deste partido fundariam o Partido Socialista dos Trabalhadores Unificado (PSTU), o Partido da Causa Operária (PCO) e o Partido Socialismo e Liberdade (PSOL).
Durante a década de 1980, dissidentes do PMDB fundariam o Partido da Social Democracia Brasileira (PSDB),. enquanto que dissidentes do PDS fundariam o Partido da Frente Liberal (PFL), que alteraria sua denominação para Democratas (DEM) durante a década de 2000. Também ocorrem na década de 1980 o retorno da legalidade do Partido Comunista do Brasil (PCdoB), do Partido Comunista - Seção Brasileira da Internacional Comunista (PCB) e do Partido  Socialista Brasileiro (PSB).
O PCB original (fundado em 1922) continuou existindo até 1992 quando o Partido se renomeou como Partido Popular Socialista e posteriormente passaria por uma nova renomeação na década de 2010 para Cidadania. Inconformados com as mudanças internas no partido, que incluía o abandono da ideologia comunista, um grupo de dissidentes do partido fundam um novo partido, o Partido Comunista Brasileiro (PCB) (fundado em 1993), utilizando o nome que havia sido abandonado pelo partido original.
Na década de 1990 também é fundado o Partido Social Liberal (PSL) e na década seguinte (anos 2000) seriam fundados o Partido Republicano Brasileiro (PRB, renomeado como Republicanos na década de 2010) e o Partido da República (PR), este último surgindo após a fusão do Partido Liberal (PL, fundado em 1985) com o Partido de Reedificação da Ordem Nacional (PRONA, fundado em 1989). Posteriormente o partido adotaria o nome de um dos partidos que levou a sua criação, o Partido Liberal Durante a década de 2010, viu se a fundação do Partido Novo, da Unidade Popular pelo Socialismo e a refundação do Partido Social Democrático (PSD). Na década  de 2020, o DEM e o PSL realizam uma fusão que leva a extinção de ambos os partidos e o surgimento do partido União Brasil.
Na prática, após o retorno do multipartidarismo, o Estado brasileiro foi criando mecanismos de financiamento que acabaram por incentivar a criação de cada vez mais partidos. Muitos partidos acabaram tendo existências efêmeras, sendo extintos, renomeados ou incorporados por outros. Foi somente a partir de 2017 que o Estado brasileiro passou a adotar a cláusula de barreira, afim de diminuir a quantidade de partidos com pouca representatividade no Congresso Nacional.
Estão listados aqui abaixo os partidos políticos do cenário político atual do Brasil, criados a partir da reinstituição do multipartidarismo em 1979 e do fim do Regime Militar em 1985, mas que deixaram de existir, alteraram suas denominações ou fundiram-se em novas agremiações.
| Seq | Nome                 | Nome                                                            | Sigla    | Número eleitoral | Fundação  | Dissolução | Espectro político | Ideologia(s)                                                       | Situação                                                                                      |
| --- | -------------------- | --------------------------------------------------------------- | -------- | ---------------- | --------- | ---------- | ----------------- | ------------------------------------------------------------------ | --------------------------------------------------------------------------------------------- |
| 1   |                      | Partido Brasileiro de Defesa dos Direitos da Mulher             | PBDDM    | 19               | 1993      | 1994       |                   | Direitos da Mulher                                                 | Registro Provisório                                                                           |
| 2   |                      | Partido Brasileiro de Mulheres                                  | PBM      | 61               | 1990      | 1990       |                   |                                                                    | Sem registro definitivo                                                                       |
| 3   |                      | Partido Cívico de Desenvolvimento Nacional                      | PCDN     | 78               | 1990      | 1992       |                   |                                                                    | Sem registro definitivo                                                                       |
| 4   |                      | Partido Comunitário Nacional                                    | PCN      | 31               | 1985      | 1992       | centro            | nacionalismo, conservadorismo                                      | Fundiu-se com o PDT                                                                           |
| 5   |                      | Partido de Ação Progressista                                    | PAP      | 64               | 1990      | 1990       |                   |                                                                    | Sem registro definitivo                                                                       |
| 6   |                      | Partido da Ação Social                                          | PAS      | 72               | 1990      | 1990       |                   |                                                                    | Sem registro definitivo                                                                       |
| 7   |                      | Partido da Democracia Cristã do Brasil                          | PDCdoB   | 57               | 1989      | 1989       | centro-direita    | democracia cristã                                                  | Sem registro definitivo                                                                       |
| 8   |                      | Partido da Frente Socialista                                    | PFS      | 84               | 1992      | 1992       | esquerda          | socialismo                                                         | Sem registro definitivo                                                                       |
| 9   |                      | Partido das Reformas Sociais                                    | PRS      | 71               | 1990      | 1990       |                   |                                                                    | Extinto                                                                                       |
| 10  |                      | Partido Democrático Independente                                | PDI      | 39               | 1985      | 1986       |                   |                                                                    | Extinto                                                                                       |
| 11  |                      | Partido Democrático Nacional                                    | PDN      | 51               | 1989      | 1989       |                   |                                                                    | Sem registro definitivo                                                                       |
| 12  |                      | Partido do Povo                                                 | PP       | 54               | 1989      | 1990       |                   |                                                                    | Extinto                                                                                       |
| 13  |                      | Partido do Povo Brasileiro                                      | PPB      | 16               | 1985      | 1990       |                   | Parlamentarismo Liberalismo econômico                              | Extinto                                                                                       |
| 13  |                      | Partido do Trabalho e da Dedicação e Recompensa                 | PTDR     |                  | 2002      | 2002       |                   |                                                                    | Sem registro definitivo                                                                       |
| 14  |                      | Partido do Solidarismo Libertador                               | PSL      | 59               | 1990      | 1990       |                   | Solidarismo                                                        | Sem registro definitivo                                                                       |
| 15  |                      | Partido Ecológico Social                                        | PES      | 80               | 1992      | 1992       |                   |                                                                    | Sem registro definitivo                                                                       |
| 16  |                      | Partido Estudantil Brasileiro                                   | PEB      | 62               | 1990      | 1990       |                   |                                                                    | Sem registro definitivo                                                                       |
| 17  |                      | Partido Humanista                                               | PH       | 19               | 1985      | 1988       |                   |                                                                    |                                                                                               |
| 18  |                      | Partido Humanista Nacional                                      | PHN      | 49               | 1988      | 1988       |                   |                                                                    | Sem registro definitivo                                                                       |
| 19  |                      | Partido Liberal Cristão                                         | PLC      | 82               |           | 1990       |                   |                                                                    | Sem registro definitivo                                                                       |
| 20  |                      | Partido Liberal Humanista                                       | PLH      | 69               |           | 1990       |                   |                                                                    | Sem registro definitivo                                                                       |
| 21  |                      | Partido Liberal Progressista                                    | PLP      | 55               | 1989      | 1990       |                   |                                                                    | Extinto                                                                                       |
| 22  |                      | Partido Liberal Trabalhista                                     | PLT      | 77               |           | 1989       |                   |                                                                    | Sem registro definitivo                                                                       |
| 23  |                      | Partido dos Aposentados da Nação                                | PAN      | 26               | 1998      | 2006       |                   |                                                                    | Incorporado ao PTB                                                                            |
| 24  |                      | Partido Democrático Social                                      | PDS      | 11               | 1980      | 1993       | direita           | conservadorismo                                                    | Fundido ao PDC para formar o PPR                                                              |
| 25  |                      | Partido Progressista                                            | PP       | 39               | 1993      | 1995       | centro-direita    | conservadorismo                                                    | Fundido ao PPR para formar o PPB (atual Progressistas)                                        |
| 26  |                      | Partido Progressista Reformador                                 | PPR      | 11               | 1993      | 1995       | direita           | conservadorismo                                                    | Fundido ao PP para formar o PPB (atual Progressistas)                                         |
| 27  |                      | Partido Popular                                                 | PP       |                  | 1980      | 1982       |                   |                                                                    | Fundiu-se ao PMDB                                                                             |
| 28  |                      | Partido Socialista                                              | PS       | 34 50            | 1985      | 1989       | esquerda          | socialismo                                                         | Extinto                                                                                       |
| 29  |                      | Partido Socialista Agrário e Renovador Trabalhista              | PASART   | 30               | 1985      | 1989       | esquerda          |                                                                    | Incorporado ao PTdoB (atual Avante)                                                           |
| 30  |                      | Partido Democrata                                               | PD       | 68               | 1988      | 1991       |                   |                                                                    | Extinto                                                                                       |
| 31  |                      | Partido Democrata Cristão                                       | PDC      | 17               | 1985      | 1993       | direita           | democracia cristã                                                  | Fundiu-se com o PDS para formar o PPR                                                         |
| 32  |                      | Partido Geral dos Trabalhadores                                 | PGT      | 30               | 1995      | 2003       | esquerda          |                                                                    | Incorporado ao PL                                                                             |
| 33  |                      | Partido Liberal Brasileiro                                      | PLB      | 29               | 1985      | 1985       | centro-direita    |                                                                    | Não chegou a disputar alguma eleição                                                          |
| 34  |                      | Partido do Movimento de Unificação dos Trabalhadores            | PMUT     | 53               |           | 1990       |                   | Trabalhismo                                                        | Extinto                                                                                       |
| 35  |                      | Partido Comunitário Solidariedade                               | PCS      | 60               | 1989      | 1990       |                   | solidarismo                                                        | Sem registro definitivo                                                                       |
| 36  |                      | Partido Municipalista Brasileiro                                | PMB      | 26               | 1985      | 1989       |                   |                                                                    | Registro impugnado por irregularidades                                                        |
| 37  |                      | Partido Municipalista Comunitário                               | PMC      | 18               | 1984      | 1986       |                   |                                                                    | Extinto                                                                                       |
| 38  |                      | Partido Municipalista Social Democrático                        | PMSD     | 75               | 1992      | 1992       |                   |                                                                    | Extinto                                                                                       |
| 39  |                      | Partido Nacionalista                                            | PN       | 27               | 1985      | 1989       |                   |                                                                    | Extinto                                                                                       |
| 40  |                      | Partido Nacional dos Aposentados                                | PNA      | 48               | 1988      | 1988       |                   |                                                                    | Extinto                                                                                       |
| 41  |                      | Partido Nacional dos Aposentados do Brasil                      | PNAB     | 47               | 1988      | 1988       |                   |                                                                    | Extinto                                                                                       |
| 42  |                      | Partido Nacionalista Democrático                                | PND      | 37               | 1985      | 1986       |                   |                                                                    | Extinto                                                                                       |
| 43  |                      | Partido Nacionalista dos Trabalhadores                          | PNT      | 67               | 1990      | 1990       | esquerda          | trabalhismo                                                        | Extinto, foi reorganizado no PNTB                                                             |
| 44  |                      | Partido Nacionalista dos Trabalhadores Brasileiros              | PNTB     | 81               | 1989      | 1992       | esquerda          | trabalhismo                                                        | Incorporou-se ao PTdoB                                                                        |
| 45  |                      | Partido da Nova República                                       | PNR      | 32               | 1985      | 1988       |                   |                                                                    | Extinto                                                                                       |
| 46  |                      | Partido Parlamentarista Nacional                                | PPN      | 76               | 1992      | 1992       |                   |                                                                    | Extinto                                                                                       |
| 47  |                      | Partido Reformador Trabalhista                                  | PRT      | 35               | 1985      | 1986       | esquerda          | trabalhismo                                                        | Extinto                                                                                       |
| 48  |                      | Partido Renovador Progressista                                  | PRP      | 38               | 1985      | 1988       |                   |                                                                    | Extinto                                                                                       |
| 49  |                      | Partido Social Progressista                                     | PSP      | 47               | 1987      | 1989       |                   |                                                                    | Sem registro definitivo                                                                       |
| 50  |                      | Partido Social Trabalhista                                      | PST      | 52 18            | 1988 1996 | 1993 2003  | esquerda          |                                                                    | Fundiu-se ao PTR em 1993 para formar o PP. Refundado em 1996, incorporou-se ao PL em 2003     |
| 51  |                      | Partido Tancredista Nacional                                    | PTN      | 21 46            | 1985      | 1989       | centro            |                                                                    | Renomeado como Partido Trabalhista Nacional em 1986. Extinto definitivamente em 1989          |
| 52  |                      | Partido Socialista Unido                                        | PSU      | 63               | 1990      | 1990       | esquerda          | socialismo                                                         | Incorporou-se ao PTdoB                                                                        |
| 53  |                      | Partido Socialista do Brasil                                    | PSdoB    | 73               | 1992      | 1992       | esquerda          | socialismo                                                         | Extinto                                                                                       |
| 54  |                      | Partido Trabalhista Comunitário                                 | PTC      | 74               | 1992      | 1992       |                   |                                                                    | Extinto                                                                                       |
| 55  | Símbolo do Comunismo | Partido da Libertação Proletária                                | PLP      |                  | 1989      | 1992       | esquerda          |                                                                    | Sem registro definitivo                                                                       |
| 56  |                      | Partido Comunista                                               | PC       | 79               | 1992      | 1993       | extrema-esquerda  | comunismo                                                          | Fundado por dissidentes do Partido Popular Socialista (PPS, atual Cidadania)                  |
| 57  |                      | Partido Comunista - Seção Brasileira da Internacional Comunista | PCB      | 23               | 1985      | 1992       | esquerda          | comunismo                                                          | Tornou-se o Partido Popular Socialista (PPS), que posteriormente mudou de nome para Cidadania |
| 58  |                      | Partido Trabalhista Renovador                                   | PTR      | 28               | 1985      | 1993       |                   |                                                                    | Tornou-se o PTRB, após o mesmo fundir-se com o PST para formar o PP                           |
| 59  |                      | Partido Trabalhista Renovador Brasileiro                        | PTRB     | 17               | 1993      | 1995       | direita           |                                                                    | Extinto, posteriormente reorganizado como PRTB                                                |
| 60  |                      | Partido Social Democrático                                      | PSD      | 41               | 1987      | 2003       | centro-direita    | social democracia                                                  | Incorporou-se ao PTB                                                                          |
| 61  |                      | Partido Liberal                                                 | PL       | 22               | 1985      | 2006       | centro            | liberalismo social                                                 | Fundiu-se com o PRONA para formar o PR                                                        |
| 62  |                      | Partido de Reedificação da Ordem Nacional                       | PRONA    | 56               | 1989      | 2006       |                   | nacionalismo                                                       | Fundiu-se ao PL para formar o PR                                                              |
| 63  |                      | Partido Republicano Progressista                                | PRP      | 44               | 1989      | 2019       | centro-direita    | Progressismo                                                       | Incorporado ao Patriota                                                                       |
| 64  |                      | Partido Pátria Livre                                            | PPL      | 54               | 2009      | 2019       | esquerda          | Nacionalismo, Trabalhismo, Social-democracia, Socialismo,Comunismo | Incorporado ao PCdoB                                                                          |
| 65  |                      | Partido Humanista da Solidariedade                              | PHS      | 31               | 1995      | 2019       | centro-direita    | solidarismo humanismo cristão                                      | Incorporado ao PODE                                                                           |
| 66  |                      | Democratas                                                      | DEM      | 25               | 1985      | 2022       | centro-direita    | conservadorismo liberal, liberalismo económico                     | Fundiu-se com o PSL para formar o UNIÃO                                                       |
| 67  |                      | Partido Social Liberal                                          | PSL      | 17               | 1994      | 2022       | extrema-direita   | militarismo, conservadorismo, liberalismo                          | Fundiu-se com o DEM para formar o UNIÃO                                                       |
| 68  |                      | Partido Republicano da Ordem Social                             | PROS     | 90               | 2010      | 2023       | centro-esquerda   | partido pega-tudo, centrismo                                       | Incorporado ao Solidariedade                                                                  |
| 69  |                      | Partido Social Cristão                                          | PSC      | 20               | 1985      | 2023       | direita           | liberalismo econômico, conservadorismo social                      | Incorporado ao PODE                                                                           |
| 70  |                      | Partido Trabalhista Brasileiro                                  | PTB      | 14               | 1979      | 2023       | extrema-direita   | nacionalismo, conservadorismo, militarismo, integralismo           | Fundiu-se com o Patriota para formar o PRD                                                    |
| 71  |                      | Patriota                                                        | PATRIOTA | 51               | 2011      | 2023       | extrema-direita   | nacionalismo, conservadorismo, anticomunismo, militarismo          | Fundiu-se com o PTB para formar o PRD                                                         |